# Купеческая биржа (Таганрог)
Купеческая биржа — памятник архитектуры, расположенный в Таганроге. Биржа была основана в XIX веке на побережье Таганрогского залива для проведения операций торгового характера.

## История
Купеческая биржа в городе Таганроге Ростовской области появилась в 1801 году. Ее территория находилась там, где сейчас существует современный завод «Кристалл», и простиралась вдоль морского берега до Депальдовской лестницы. В 1804 году на территории биржи были построены амбары, которые использовались для хранения товаров, привезенных из-за рубежа. Строительство амбаров регулировалось городскими властями. Согласно распоряжению градоначальника Б. Б. Кампенгаузена, в 1804—1806 годах, на территории купеческой биржи было запрещено строить деревянные магазины. Для строительства сооружений можно использовать только камень, и покрывать амбары черепицей.
В 1805 году был создан Таганрогский таможенный округ. В его входила Ростовская застава, Мариупольская застава, Керченская таможня и Бердянская таможня.
В 1807 году на территории купеческой биржи стали работать городские каменные весы «Важни». По состоянию на 1816 год, было завершено строительство каменных амбаров для хранения товаров. В 1850-х годах были замощены спуски, которые вели к купеческой бирже, в конце XIX века через биржу по направлению к порту проходила железнодорожная ветка.
На территории Таганрога работали многочисленные иностранные консульства. Это было обусловлено спецификой региона. Функционировали экспортные конторы, отправляющие за границу хлеб. Иностранные консулы представляли такие страны, как Германию, Швецию, Францию, Великобританию, Испанию, Турцию, Италия, Грецию, Данию, США, Парагвай, Бельгию. Пшеница из Таганрога транспортировалась в Лондон и на макаронные фабрики Сицилии. Экспортировали зерно англичане, французы, итальянцы и греки.
В порт Таганрога свои товары привозили суда из Синопа, Малой Азии, Трапезунда и Керасунта. Преимущественно, доставлялись орехи, цитрусовые, вино, дерево и пряности. Здесь иностранные купцы покупали икру и муку высших сортов. Некоторые из них принимали решение остаться в Таганроге, меняя свою деятельность и занимаясь открытием пекарен. Постепенно купеческая биржа стала терять свою актуальность. Склады стали разрушаться. На их месте появились столярные фабрики и прочие предприятия. Остались функционировать только крупные склады И. Н. Ножникова, И. М. Пархоменко и К. М. Добровольской.